# Tosse
Tosse est une commune française située dans le département des Landes en région Nouvelle-Aquitaine.
Le gentilé est Tossais.

## Géographie

### Localisation
Commune située dans la forêt des Landes en Marensin dans le sud des Landes. La route départementale 652, appelée "route des Lacs", traverse le village situé à 25 km de Dax et 25 km de Bayonne.

### Communes limitrophes
Les communes limitrophes sont Saint-Geours-de-Maremne, Saint-Vincent-de-Tyrosse, Saubion, Seignosse et Soustons.
|           | Soustons |                          |
| Seignosse | Tosse    | Saint-Geours-de-Maremne  |
|           | Saubion  | Saint-Vincent-de-Tyrosse |

### Lieudits et hameaux
Sept quartiers composent la commune de Tosse :
- la Bethe et Baslucq ;
- Sparben ;
- las Cancholles ;
- le Haut-Tosse ;
- Lacomian ;
- le Bourg ;
- la Lande de la Bruquère (Labruquère sur les cartes IGN).

### Climat
Pour des articles plus généraux, voir Climat de la Nouvelle-Aquitaine et Climat des Landes.
Historiquement, la commune est exposée à un climat océanique aquitain.  
En 2020, Météo-France publie une typologie des climats de la France métropolitaine dans laquelle la commune est exposée à un climat océanique et est dans la région climatique  Littoral charentais et aquitain, caractérisée par une pluviométrie élevée en automne et en hiver, un bon ensoleillement, des hiver doux (6,5 °C), soumis à la brise de mer.
Pour la période 1971-2000, la température annuelle moyenne est de 13,6 °C, avec une amplitude thermique annuelle de 13,2 °C. Le cumul annuel moyen de précipitations est de 1 369 mm, avec 13,3 jours de précipitations en janvier et 8,3 jours en juillet. Pour la période 1991-2020, la température moyenne annuelle observée sur la station météorologique la plus proche, située sur la commune de Soorts-Hossegor à 8 km à vol d'oiseau, est de 14,9 °C et le cumul annuel moyen de précipitations est de 1 181,8 mm,. Pour l'avenir, les paramètres climatiques de la commune estimés pour 2050 selon différents scénarios d’émission de gaz à effet de serre sont consultables sur un site dédié publié par Météo-France en novembre 2022.

## Urbanisme

### Typologie
Au 1er janvier 2024, Tosse est catégorisée petite ville, selon la nouvelle grille communale de densité à sept niveaux définie par l'Insee en 2022.
Elle appartient à l'unité urbaine de Saint-Vincent-de-Tyrosse, une agglomération intra-départementale regroupant quatre  communes, dont elle est une commune de la banlieue,,. Par ailleurs la commune fait partie de l'aire d'attraction de Capbreton, dont elle est une commune de la couronne,. Cette aire, qui regroupe 6 communes, est catégorisée dans les aires de moins de 50 000 habitants,.

### Occupation des sols

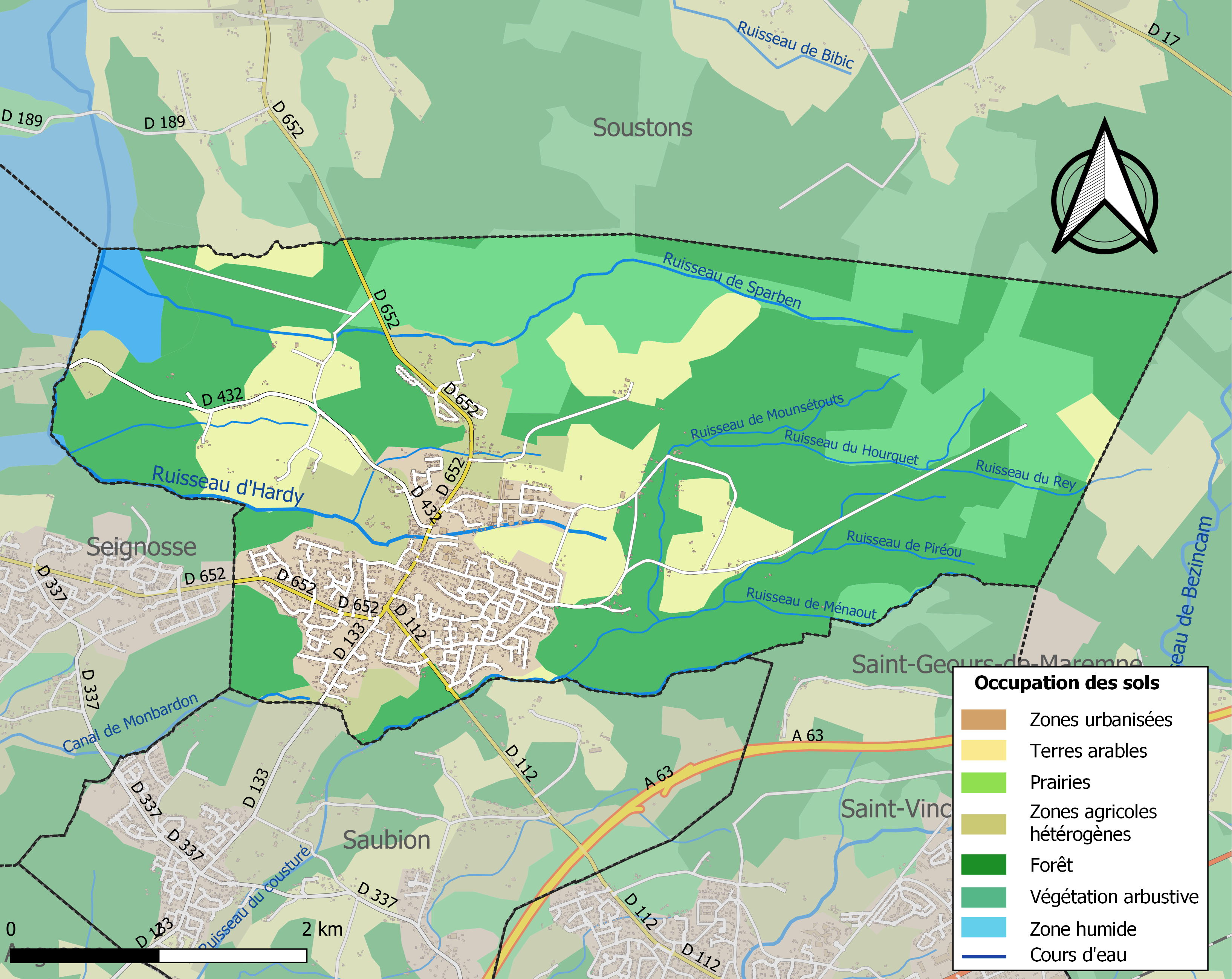
Carte des infrastructures et de l'occupation des sols de la commune en 2018 (CLC).

L'occupation des sols de la commune, telle qu'elle ressort de la base de données européenne d’occupation biophysique des sols Corine Land Cover (CLC), est marquée par l'importance des forêts et milieux semi-naturels (64,5 % en 2018), en diminution par rapport à 1990 (69 %). La répartition détaillée en 2018 est la suivante : 
forêts (45,4 %), milieux à végétation arbustive et/ou herbacée (19,1 %), terres arables (15 %), zones urbanisées (11,6 %), zones agricoles hétérogènes (7,4 %), eaux continentales (1,5 %). L'évolution de l’occupation des sols de la commune et de ses infrastructures peut être observée sur les différentes représentations cartographiques du territoire : la carte de Cassini (XVIIIe siècle), la carte d'état-major (1820-1866) et les cartes ou photos aériennes de l'IGN pour la période actuelle (1950 à aujourd'hui).

### Risques majeurs
Le territoire de la commune de Tosse est vulnérable à différents aléas naturels : météorologiques (tempête, orage, neige, grand froid, canicule ou sécheresse), feux de forêts, mouvements de terrains et séisme (sismicité faible). Un site publié par le BRGM permet d'évaluer simplement et rapidement les risques d'un bien localisé soit par son adresse soit par le numéro de sa parcelle.
Tosse est exposée au risque de feu de forêt. Depuis le 20 avril 2016, les départements de la Gironde, des Landes et de Lot-et-Garonne disposent d’un règlement interdépartemental de protection de la forêt contre les incendies. Ce règlement vise à mieux prévenir les incendies de forêt, à faciliter les interventions des services et à limiter les conséquences, que ce soit par le débroussaillement, la limitation de l’apport du feu ou la réglementation des activités en forêt. Il définit en particulier cinq niveaux de vigilance croissants auxquels sont associés différentes mesures,.
Les mouvements de terrains susceptibles de se produire sur la commune sont des tassements différentiels.

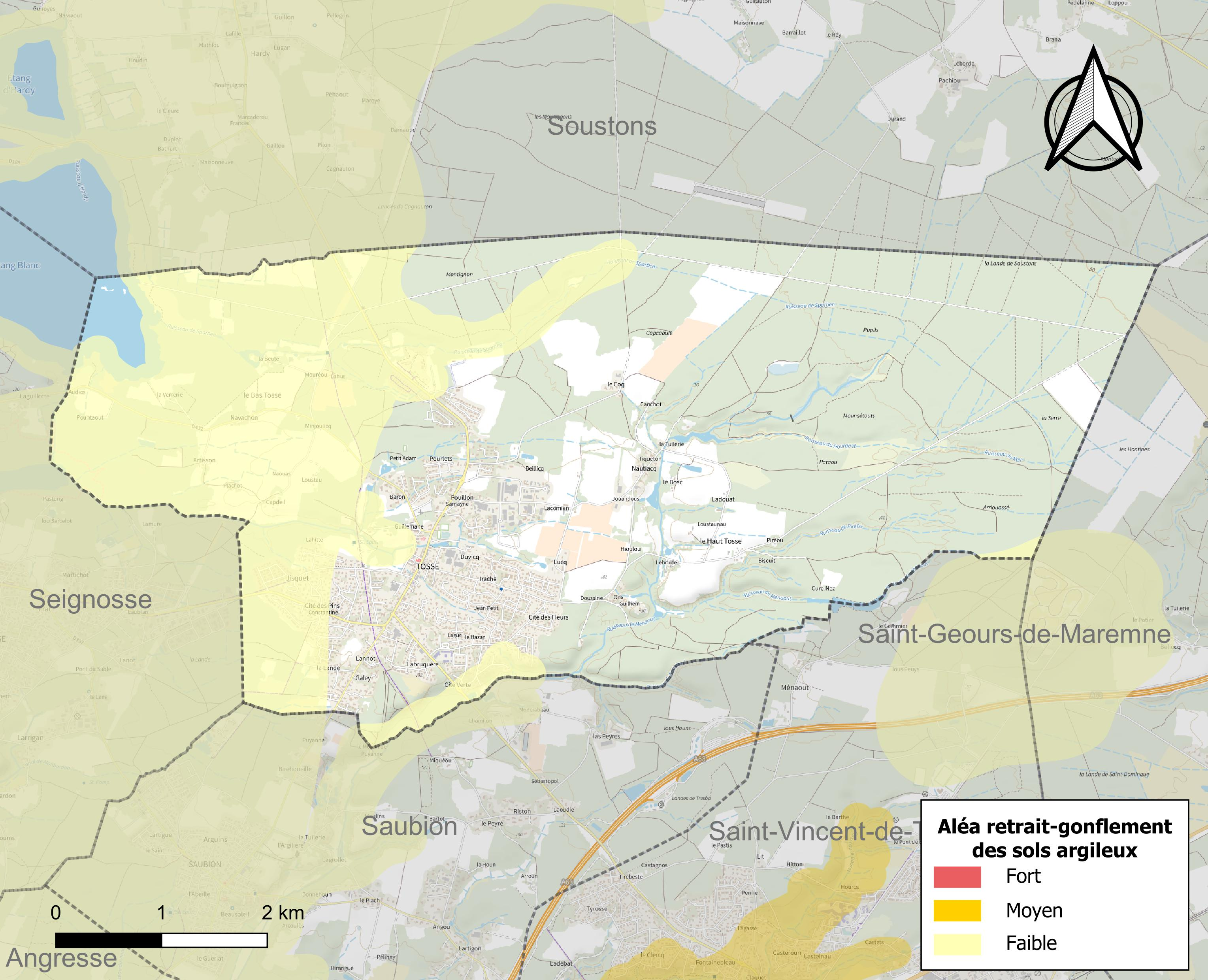
Carte des zones d'aléa retrait-gonflement des sols argileux de Tosse.

Le retrait-gonflement des sols argileux est susceptible d'engendrer des dommages importants aux bâtiments en cas d’alternance de périodes de sécheresse et de pluie. Aucune partie du territoire de la commune n'est en aléa moyen ou fort (19,2 % au niveau départemental et 48,5 % au niveau national). Sur les 1 395 bâtiments dénombrés sur la commune en 2019,  aucun n'est en aléa moyen ou fort, à comparer aux 17 % au niveau départemental et 54 % au niveau national. Une cartographie de l'exposition du territoire national au retrait gonflement des sols argileux est disponible sur le site du BRGM,.
La commune a été reconnue en état de catastrophe naturelle au titre des dommages causés par les inondations et coulées de boue survenues en 1983, 1988, 1999 et 2009 et par des mouvements de terrain en 1983 et 1999.

## Toponymie
Son nom occitan gascon est Tòssa.

## Histoire
On ne trouve pas trace d'habitation avant le IXe siècle ; c'est à cette époque que la région commence à être défrichée et habitée. Pendant le Moyen Âge, Tosse deviendra la capitale d'une des vicomtés les plus illustres d'Aquitaine, la vicomté de Maremne, et le siège du tribunal de juridiction jusqu'au XIXe siècle. Au XVIIIe siècle, l'économie était principalement agricole bien qu'une verrerie ait existé sur le bord de l'étang Blanc de 1765 à 1785. Puis, au XIXe siècle, début de l'ère industrielle, les fabriques de bouchons occupèrent la presque totalité de la population. Depuis 1950, des entreprises industrielles et commerciales ont vu le jour : fabrique de bouchons, de capsules, de parois de douche, entreprise de travaux publics, menuiserie aluminium et de nombreux artisans dans le bâtiment.

## Politique et administration

### Liste des maires
| Période                                  | Période   | Identité              | Étiquette | Qualité            |
| ---------------------------------------- | --------- | --------------------- | --------- | ------------------ |
| 1944                                     | 1948      | Charles Duvicq        |           |                    |
| 1948                                     | 1953      | Léo Bernadet          |           |                    |
| 1953                                     | 1959      | Alfred Darracq        |           |                    |
| 1959                                     | mars 1983 | Joseph Dutrey         |           |                    |
| mars 1983                                | mars 1989 | Jean Surtel           |           |                    |
| mars 1989                                | En cours  | Jean-Claude Daulouède | DVD       | Comptable retraité |
| Les données manquantes sont à compléter. |           |                       |           |                    |

## Démographie
| 1793 | 1800 | 1806 | 1821 | 1831 | 1836 | 1841 | 1846 | 1851 |
| ---- | ---- | ---- | ---- | ---- | ---- | ---- | ---- | ---- |
| 525  | 452  | 493  | 603  | 688  | 658  | 698  | 723  | 772  |

| 1856 | 1861 | 1866 | 1872 | 1876 | 1881 | 1886 | 1891  | 1896 |
| ---- | ---- | ---- | ---- | ---- | ---- | ---- | ----- | ---- |
| 790  | 814  | 842  | 817  | 866  | 962  | 956  | 1 027 | 966  |

| 1901 | 1906 | 1911 | 1921 | 1926 | 1931 | 1936 | 1946 | 1954 |
| ---- | ---- | ---- | ---- | ---- | ---- | ---- | ---- | ---- |
| 992  | 915  | 903  | 846  | 832  | 819  | 793  | 760  | 872  |

| 1962 | 1968  | 1975  | 1982  | 1990  | 1999  | 2006  | 2008  | 2013  |
| ---- | ----- | ----- | ----- | ----- | ----- | ----- | ----- | ----- |
| 996  | 1 027 | 1 163 | 1 280 | 1 307 | 1 679 | 2 084 | 2 199 | 2 426 |

| 2018  | 2022  | - | - | - | - | - | - | - |
| ----- | ----- | - | - | - | - | - | - | - |
| 3 119 | 3 455 | - | - | - | - | - | - | - |

## Monuments
- Église Saint-Sever de Tosse, classée aux monuments historiques en 1928. Cet édifice qui a subi plusieurs transformations, est mis en relief par un cadre de verdure qui l'entoure, dominant un petit lac. Son abside édifiée au XIIe siècle a été transformée en 1926 en un édifice à caractère romano-byzantin, différent de son aspect initial.
- Étang Noir.
- Étang Blanc.

## Personnalités liées à la commune
- Rachel Nicotte est un pilote moto français né en 1957 et qui s'est suicidé le 15 août 2005 à Tosse.